# Stanisław Naruszewicz (zm. 1650)
Stanisław Naruszewicz herbu Wadwicz (zm. 27 maja 1650 w Wilnie) – referendarz litewski w 1642 roku, pisarz wielki litewski w latach 1630–1650, dzierżawca nowodworski, starosta lidzki w latach 1629–1646, dworzanin pokojowy Jego Królewskiej Mości, starosta siemieniski i metelski.

## Rodzina
Syn Krzysztofa, podskarbiego wielkiego litewskiego i Elżbiety Szymkiewicz, wojewodzianki witebskiej. Brat Aleksandra Krzysztofa, podkanclerzego litewskiego.
Poślubił Annę, córkę Aleksandra Dadźboga Sapiehy, wojewody mścisławskiego. Miał pięcioro dzieci: Córki: Joanna, późniejsza żona Jana Isajkowskiego, kasztelana smoleńskiego;
i Konstancja, żona Władysława Karęgi. Synowie: Aleksander, starosta uszpolski, rotmistrz królewski, Krzysztof i Kazimierz, kanonik wileński.

## Urzędy
Poseł województwa wileńskiego na sejm elekcyjny Władysława IV Wazy. Był członkiem konfederacji generalnej zawiązanej 31 lipca 1648 roku. Poseł wileński na konwokację warszawską 1648 roku. W roku 1632 został elektorem z województwa trockiego. Od 1639 roku referendarz litewski. Sławę zyskał jako mówca.
Podpisał pacta conventa Jana II Kazimierza Wazy w 1648 roku.